# Viola glabrescens
Viola glabrescens är en violväxtart som först beskrevs av Leopold Martin Neuman, och fick sitt nu gällande namn av N.N. Tzvelev. Viola glabrescens ingår i släktet violer, och familjen violväxter. Inga underarter finns listade i Catalogue of Life.